# シロバナミヤコグサ

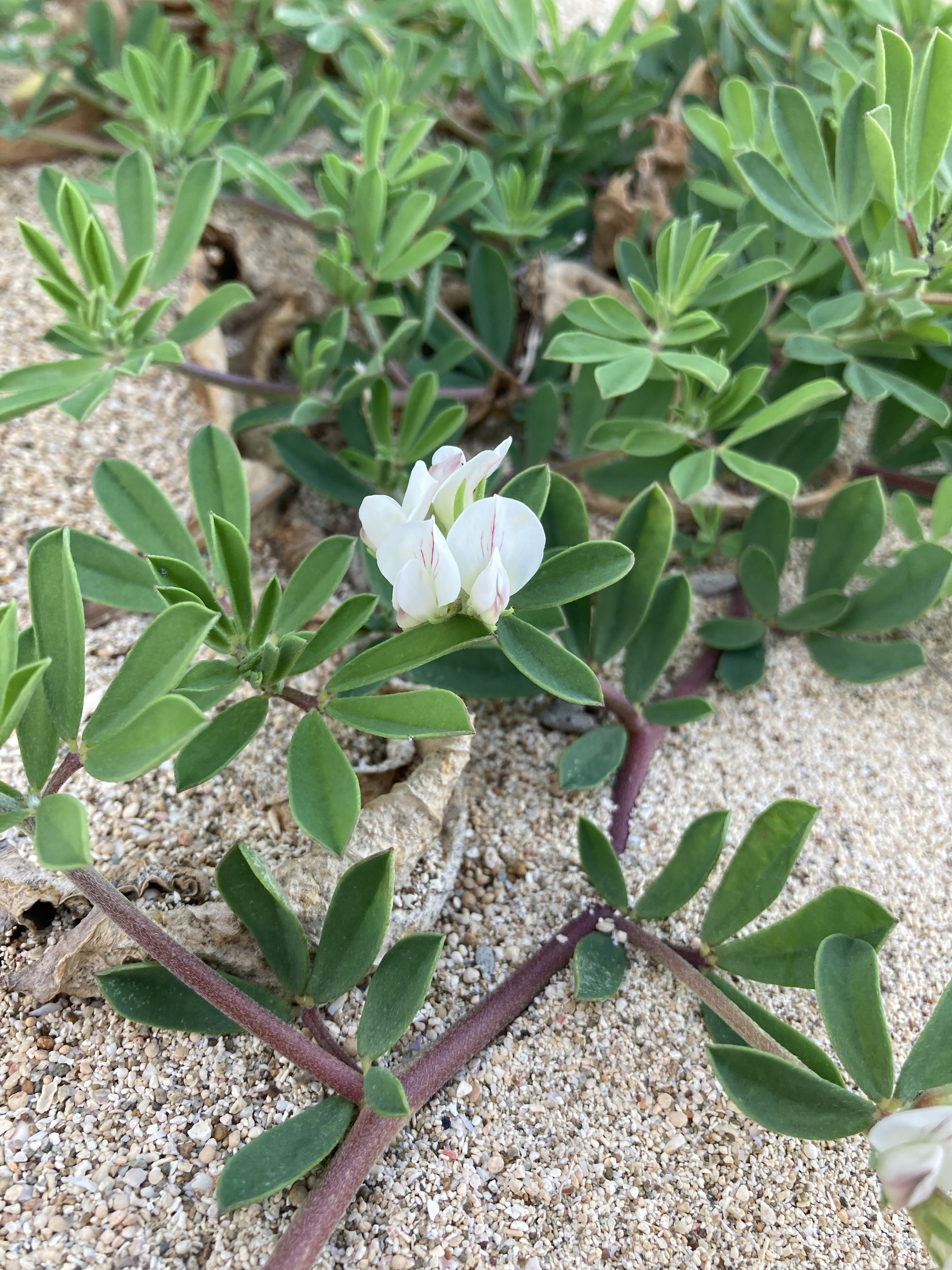
シロバナミヤコグサの花

シロバナミヤコグサ（Lotus taitungensis）は、マメ科ミヤコグサ属の多年生草本。Lotus pacificus Kramina et D.D.Sokoloff及びLotus australis auct. non Andrewsはシノニム。

## 特徴
やや多肉質。茎は赤褐色で多数枝分かれして匍匐し、長さ40 cmほどに広がる。葉は互生、５小葉からなり、葉軸の先端に倒披針形で３枚、これと同形でやや小さい小葉が葉軸の基部に２枚付く。花序は腋生し、白い蝶形花を４–５個咲かせる。花冠は長さ約1.2cm。豆果は円筒形で先が尖り、中に約20個の種子が入る。ハマタイゲキやグンバイヒルガオなどとともに生育する。

## 分布と生育環境
トカラ列島宝島以南～琉球オーストラリア、東南アジア、台湾。海岸の砂地に生える。